# São José Esporte Clube (vrouwenvoetbal)
De vrouwenafdeling van São José Esporte Clube, kortweg São José, is een Braziliaanse damesvoetbalclub uit São José dos Campos. De club won driemaal de Copa Libertadores Femenina, eenmaal de wereldbeker voor clubteams, eenmaal het Campeonato Paulista en tweemaal de Copa do Brasil.

## Erelijst
- International Women's Club Championship: 2014
- CONMEBOL Libertadores Femenina: 2011, 2013, 2014
- Copa do Brasil: 2012, 2013
- Campeonato Paulista: 2012, 2014, 2015